# Diada per la Llengua i l'Autogovern 2015
La Diada per la Llengua i l'Autogovern 2015 va fer una crida a la concentració ciutadana, el 25 d'abril de 2015, a la Plaça Major de Palma. Tres dies abans, el 22 d'abril, la Comissió Organitzadora de la Diada va presentar la diada, en roda de premsa. Aquesta comissió estava formada per l'Obra Cultural Balear, STEI-i, CCOO, UGT, GOB, la Federació d'Associacions de Veïnats de Palma, l'Assemblea de Docents, la Unitat Cívica per la República, Memòria de Mallorca, la Federació de Música i Ball de Mallorca, Jubilats per Mallorca i l'Associació de Premsa Forana de Mallorca. A la Diada també van ser convidades expressament: Feministes en Acció, l'Ateneu Pere Mascaró i Balears diu No.
La plaça Major de Palma es va omplir amb un gran mosaic humà format per les entitats convocants sota el lema: »Sí a la nostra llengua, a la cultura, al territori i als drets socials.» Els assistents van formar un mosaic col·lectiu amb l'aixecada de cartolines de diferents colors (senyera, blau, lila, blanc, vermell, verd i taronja), representatius de les diferents lluites que volen canviar la societat mallorquina. El president de l'OCB, Jaume Mateu i Martí va llegir el manifest de la Diada, on es feia un homenatge a tots els col·lectius que s'han mobilitzar pels drets democràtics i a continuació membres de corals de Mallorca van interpretar la Balanguera.
L'inici de la diada va coincidir amb el final de la Marxa per l'Educació que es va sumar a l'acte de l'OCB. A continuació una cercavila, que va comptar amb les colles de xeremiers i Tambors per la Pau, va anar des de la plaça d'Espanya fins a la plaça Major. Una vegada que van arribar a la plaça Major el Còmic Miquel Àngel Llonovoy va fer un monòleg sobre l'actualitat política i social, escrit especialment per aquesta ocasió.
La festa acabà amb una ballada popular amb el grup Música Nostra, un dels més veterans grups de ball de bot, i a les 17:30 hi començà una festa infantil amb el grup Cucorba, un dels grups d'animació infantil, més antics a Mallorca.